# اینگا اورخووا
اینگا اورخووا (انگلیسی: Inga Orekhova؛ زادهٔ ۱۰ نوامبر ۱۹۸۹) بازیکن بسکتبال اهل اوکراین است.
از باشگاه‌هایی که در آن بازی کرده‌است می‌توان به آتلانتا دریم اشاره کرد.